# Arctosa insignita
Arctosa insignita este o specie de păianjeni din genul Arctosa, familia Lycosidae. A fost descrisă pentru prima dată de Tord Tamerlan Teodor Thorell în anul 1872. Conform Catalogue of Life specia Arctosa insignita nu are subspecii cunoscute.